# محي الدين كالموي
محي الدين محمد كالموي (بالصومالية: Muxiyadiin Kaalmooy)‏ (1953 - 2022) أكاديمي وسياسي صومالي، شغل منصب سفير الصومال في ليبيا منذ 2016 وحتى وفاته في 2022.

## النشأة
وُلد محي الدين في مقاطعة أفجوي بمحافظة شبيلي السفلى عام 1953، وأكمل تعليمه الأساسي والثانوي في مدرسة جمال عبد الناصر في العاصمة الصومالية مقديشو في الفترة ما بين 1965 و1976، ثم درس العلوم السياسية في الجامعة الوطنية الصومالية في الفترة بين عامي 1976 و1978، ثم بدأ التدريس في نفس الجامعة عام 1979 وظل يدرس فيها حتى عام 1990، في تلك الفترة انشغل محي الدين بالكتابة في التاريخ والجغرافيا، كما أنه عمل في الصحافة وكتب مقالات في الصحف، وعمل مُخرجا تلفزيونيا لدى تلفزيون يونيفرسل.
بعد اندلاع الحرب الأهلية الصومالية، انتقل محي الدين إلى اليمن ليواصل التدريس في المدارس الثانوية في الفترة ما بين 1993 و2002، كما كان باحثا معتمدا لدى جامعة صنعاء بين عامي 1992 و1993.

## مسيرته السياسة
انخرط محي الدين مبكرا في السياسة، حيث عُين نائبا لأمين العام للجنة التنظيم التابعة للمجلس الأعلى للحزب الاشتراكي الثوري الصومالي وعمل في المنصب بين عامي 1987 و1990.
في 2010 عُين محي الدين قنصلا عاما في السفارة الصومالية في ليبيا وشغل المنصب حتى عام 2012
في 4 نوفمبر 2012 عُين محي الدين وزيرا للعمل والنقل والمواانئ والطاقة في الحكومة الفدرالية الانتقالية التي كان يترأسها آنذاك رئيس الوزراء عبدي فارح شردون، وشغل المنصب حتى 16 يناير 2014.
في عام 2016 عُين محي الدين قائما بأعمال سفير الصومال لدى ليبيا وشغل المنصب حتى عام 2020.
في 5 مارس 2020 عُين كالموي سفيرا لدى ليبيا بشكل رسمي.

## وفاته
توفي محي الدين كالموي في 25 ديسمبر 2022 